# Фенні Флегг
Фенні Флеґґ (англ. Fannie Flagg; нар. 21 вересня 1944) — американська письменниця, акторка та сценаристка. Ім'я при народженні — Патриція Ніл.

## Життєпис
Патриція Ніл народилася 21 вересня 1944 року в Бірмінгемі, штат Алабама, США, у сім'ї кіномеханіка Вільяма Ніла та Маріон ЛеГор. Батьки трагічно загинули в 1980 році. Свою акторську діяльність розпочала з участі в комедійних п'єсах, коли їй було одинадцять. У тринадцятирічному віці почала писати скетчі та продавати деякі з них у Нью-Йорку.
1956—1966 рр. — пише сценарії та бере участь у постановках для шоу «прихована камера» на CBS-TV. На початку своєї акторської кар'єри Патриції довелося змінити ім'я, оскільки, не зважаючи на милозвучність, таке ж саме ім'я носила володарка «Оскара». За порадою рідні та друзів вибрала собі псевдонім, що легко запам'ятовується — Фенні Флеґґ (під ним й стала відома).
Навчалася акторської майстерності в Університеті Алабами в Пітсбургу. 1962 року отримала стипендію на навчання в театральній школі «Пасадена Плейхаус». Страждала на дислексію. Флеґґ залишила університет, проте, продовжила навчання акторській майстерності в «Пасадена Плейхаус» та театрах Пасадени. Після «прихованої камери» стала продюсером ранкового шоу на телебаченні WBRC-TB, штат Алабама. Відтоді спродюсувала та написала сценарії ще для ряду телевізійних передач. Виконувала другорядні ролі в фільмах.
1978 року виграла конкурс оповідань на письменницькій конференції в Санта-Барбарі, де також зустріла свою улюблену письменницю — Юдору Велті. Оповідання стало основою для її першого роману — «Дейзі Фея та чародій», який після публікації 1981 року протягом десяти тижнів займав перше місце в списку бестселерів «Нью-Йорк Таймс», що для дебюту неймовірно. Другий роман «Смажені зелені помідори в кафе Зупинка» став не тільки міжнародним бестселером, але й високо оцінений багатьма літературними метрами. За книгою знято фільм, який тепер вважається класикою американського кінематографа. Сценарій фільму, який написала сама Фенні Флеґґ, отримав премію Гільдії сценаристів і став номінантом на премію «Оскар». Великий успіх чекав також роман «Ласкаво просимо у світ, крихітко!», що став найкращою книгою року.

## Особисте життя
Флеґґ публічно говорила про свою дислексію.
У середині 1970-х мала стосунки з американською письменницею Рітою Мей Браун, з якою вона познайомилася на вечірці в Голлівудських пагорбах, яку влаштовувала Марло Томас. Пара недовго жила разом у будинку в Шарлотсвіллі, штат Вірджинія, перш ніж розлучитися. За словами Браун, Флеґґ також прожила вісім років із колишньою акторкою, відомою за серіалом «Зухвалі і красиві», Сьюзен Фланнері.

## Творчість

### Самостійні романи
- Daisy Fay and the Miracle Man (1981) — виданий також під назвою «Coming Attractions»
- Fried Green Tomatoes at the Whistle Stop Cafe (1987) — Смажені зелені помідори в кафе «Зупинка»[11] (1987) — українською мовою опубліковано у 2015 році видавництвом «КСД»
- A Redbird Christmas (2004) — Різдво з червоним кардиналом. — українською мовою опубліковано у 2024 році видавництвом КСД.
- I Still Dream About You (2010)
- The All-Girl Filling Station's Last Reunion (2013)
- The Whole Town's Talking (2016) — Теревені по всьому місту — українською мовою опубліковано у 2024 році видавництвом КСД.
- The Wonder Boy of Whistle Stop (2020) — Чудовий хлопець із кафе «Зупинка» українською мовою опубліковано у 2023 році видавництвом КСД].

### Серія «Елмвуд Спрінгс» (Elmwood Springs)
1. Welcome to the World, Baby Girl! (1998) — Ласкаво просимо до нашого світу, крихітко!
2. Standing in the Rainbow (2000) — Верхи на веселці. Видавництво КСД
3. Can't Wait to Get to Heaven (2006) — Заберіть мене на небеса. Видавництво КСД

### Документалістика
- Fannie Flagg's Original Whistlestop Cafe Cookbook (1993)
- Original Whistle Stop Cafe Cookbook (1995)

### Екранізації
- 1960 — «Candid Camera» — Телевізійний серіал
- 1987 — «Dolly» — Телевізійний серіал
- 1991 — «Смажені зелені помідори» — за романом, сценарій

### Фільмографія

#### Кіно
- 1970 — «П'ять легких п'єс» — Стоні
- 1971 — «Some of My Best Friends Are…»
- 1976 — «Залишайся голодним» — Емі
- 1978 — «Rabbit Test»
- 1978 — «Бріолін» — медсестра Вілкінс
- 1987 — «Мій найкращий друг — вампір[en]» — місис Капелло
- 1991 — «Смажені зелені помідори» — сценаристка
- 1998 — «Fried Green Tomatoes»: The Moments of Discovery – документальний
- 1999 — «Божевільні в Алабам[en]» — Саллі

#### Телебачення
- 1972 Love, American Style
- 1971—1973 The New Dick Van Dyke Show
- 1975 The New Adventures of Wonder Woman
- 1975 Home Cookin
- 1977 Sex and the Married Woman
- 1977 Fernwood 2 Night
- 1979 The Love Boat
- 1981—1982 Harper Valley PTA